# Gelenktriebwagen NGT D12DD

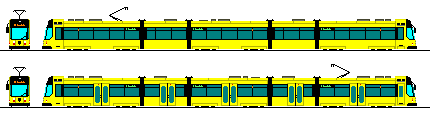
Ansicht des Niederflurwagens der Dresdner Ausführung

Der Gelenktriebwagen NGT D12DD (Niederflurgelenktriebwagen Drehgestell mit 12 Achsen, Typ Dresden) ist ein Fahrzeugtyp bei der Straßenbahn Dresden. Der Niederflur-Straßenbahntriebwagen wird von den Dresdner Verkehrsbetrieben (DVB) betrieben. Bis 2005 schafften die Dresdner Verkehrsbetriebe 32 Einheiten an, im Frühjahr 2008 wurde ein Vertrag zur Lieferung von 11 weiteren Wagen unterzeichnet, die zwischen Juli 2009 und Mai 2010 geliefert wurden. Die Wagen tragen die Nummern 2801 bis 2843 und gehören zur zweiten Generation der Niederflurbahnen in Dresden.

## Aufbau und Ausstattung
Die Gelenktriebwagen NGT D12DD sind niederflurige Straßenbahntriebwagen der Dresdner Verkehrsbetriebe. Sie zählen zum Typ Flexity Classic XXL und wurden von Bombardier Transportation im Werk Bautzen hergestellt. Die Dresdner Variante der Triebwagen ist an die topografischen Gegebenheiten in Dresden angepasst und kann steilere Strecken und engere Bögen befahren.
Ein NGT D12DD ist 45,09 Meter lang. Der Straßenbahnwagen hat fünf elektromechanisch betriebene Doppelaußenschwenkschiebetüren. Im Gegensatz zu den Vorgängerserien (NGT6DD und NGT8DD) laufen die Einheiten auf Drehgestellen. Dadurch wird ein besserer Lauf erreicht und durch die günstigere Lastverteilung reduziert sich der Schienenverschleiß. Unter dem ersten und fünften Fahrzeugmodul sind je zwei Triebdrehgestelle mit einer Leistung von je 2×85 kW angebracht. Das mittlere Fahrzeugmodul läuft auf zwei Laufdrehgestellen. Die Fahrzeugmodule sind mit laufwerkslosen Zwischenmodulen (schwebende Sänften) verbunden.
Insgesamt können in einem Fahrzeug 260 Fahrgäste befördert werden (Sitzplätze: 107, Stehplätze: 153).
Die Triebwagen sind mit modernen Informationsbildschirmen für Haltestellen- und Stadtinformation sowie zur Wiedergabe von Werbung ausgerüstet. Behinderte Menschen werden mit Hilfe eines Blindeninformationssystems (BLIS) und einer ausklappbaren Rollstuhlrampe unterstützt.
Die Wagen verfügen über Videoüberwachungskameras. Bei den ersten fünf wurde die Videoüberwachung 2009 nachgerüstet, die folgenden waren bereits bei der Auslieferung mit Kameras ausgestattet.
Seit dem 24. Mai 2024 werden die Wagen, beginnend mit 2807 (außer 2809 und 2810), mit vollständiger LED-Beleuchtung ausgestattet. Sie gleicht der des NGT DXDD. Die Testfahrzeuge waren die beiden NGT D8DD 2601 und 2621 (ex Weihnachtsstraßenbahn). Mit den laufenden Hauptuntersuchungen wird diese Umrüstung Mitte 2027 abgeschlossen sein. Die Wagen 2801 – 2806, 2809 und 2810 verbleiben laut Planungsstand mit der ursprünglichen Beleuchtung. Die Triebwagen 2807, 2808, 2811, 2812, 2833 – 2837 wurden bereits im Rahmen einer Hauptuntersuchung auf LED umgerüstet.
Der Grundtyp ist die Bauart Bombardier Flexity Classic, die seit 2006 auch in einer dreiteiligen, 30 Meter langen Version als NGT D8DD in Dresden zum Einsatz kommt.

## Geschichte
Die erste von 20 Wagen der ersten Serie wurde am 19. Februar 2003 den DVB übergeben. Am 19. Juni 2003 wurde der Probebetrieb im Liniendienst aufgenommen. Der Wagen 2801 verkehrte dabei zunächst auf der Linie 2 zwischen Gorbitz und Prohlis. Nach einem dreimonatigen Probebetrieb kamen weitere Fahrzeuge auf weiteren Linien zum Einsatz.

## Einsatz
Die Fahrzeuge werden heute hauptsächlich auf den Dresdner Straßenbahnlinien 4, 6, 7 und 11 eingesetzt. Vereinzelt werden sie auch auf den Linien 9, 10, 12 und 13 eingesetzt. Neben der Beförderungskapazität spielen als Einsatzkriterien auch die Sicherheit und die Topografie Dresdens eine Rolle. Auf den Linien 4 und 6 werden sie u. a. zusammen mit den älteren Gelenktriebwagen NGT8DD eingesetzt, die eine ähnliche Beförderungskapazität aufweisen. Bei Ausfall von Wagen des Typs NGT DXDD sind die Fahrzeuge auch auf den Linien 2 und 3 zu finden.
Aktuell (Stand: Juli 2025) ist der Wagen 2813 unfallbedingt bis auf Weiteres abgestellt. Er wird infolge eines schweren Unfalls einem externen Unternehmen zur Wiederaufarbeitung übergeben werden müssen. Eine Ausschreibung dazu wurde im Juni 2025 veröffentlicht.

## Namensgebung
Die ersten 32 beschafften Straßenbahnwagen NGT D12DD erhielten Namen. Diese sind mit einer Ausnahme nach sächsischen Orten benannt, der erste trägt den Namen Stadt Bautzen nach ihrer Herkunftsstadt. Dem 100. modernen Niederflurwagen in Dresden gab man, nicht zuletzt wegen der Förderung durch den Freistaat, den Namen Freistaat Sachsen.

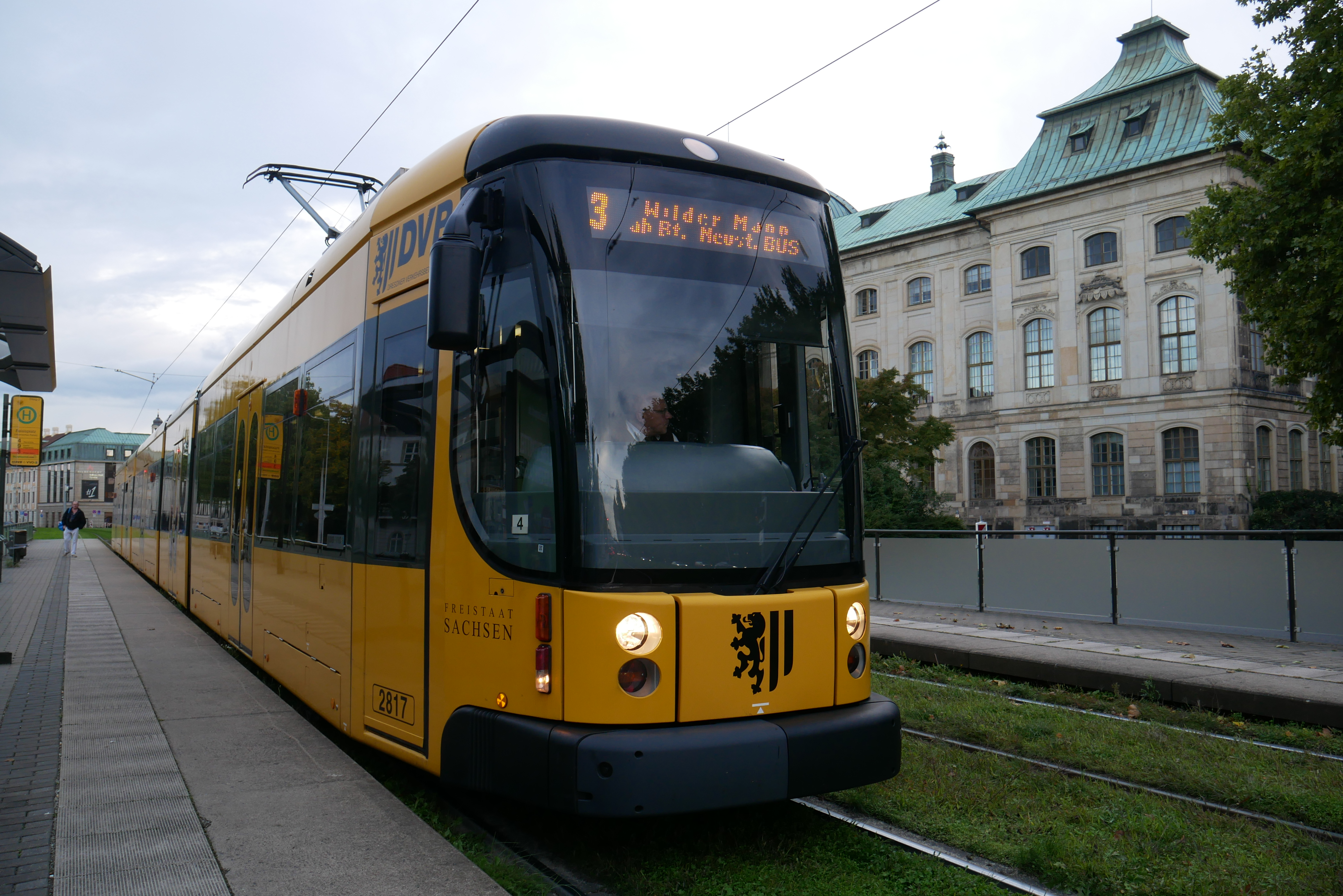
Triebwagen 2817 Freistaat Sachsen

- 2801 Stadt Bautzen
- 2802 Stadt Leipzig
- 2803 Stadt Chemnitz
- 2804 Stadt Zwickau
- 2805 Stadt Plauen
- 2806 Stadt Görlitz
- 2807 Stadt Bad Schandau
- 2808 Stadt Dresden
- 2809 Stadt Meissen
- 2810 Stadt Radebeul
- 2811 Stadt Coswig
- 2812 Gemeinde Weinböhla
- 2813 Stadt Pirna
- 2814 Stadt Kamenz
- 2815 Stadt Freital
- 2816 Stadt Riesa
- 2817 Freistaat Sachsen
- 2818 Stadt Hoyerswerda
- 2819 Stadt Heidenau
- 2820 Stadt Sebnitz
- 2821 Stadt Dippoldiswalde
- 2822 Stadt Freiberg
- 2823 Stadt Zittau
- 2824 Stadt Niesky
- 2825 Stadt Bischofswerda
- 2826 Stadt Löbau
- 2827 Stadt Radeberg
- 2828 Stadt Radeburg
- 2829 Stadt Tharandt
- 2830 Stadt Pulsnitz
- 2831 Stadt Großenhain
- 2832 Stadt Glashütte

## Leipziger Variante

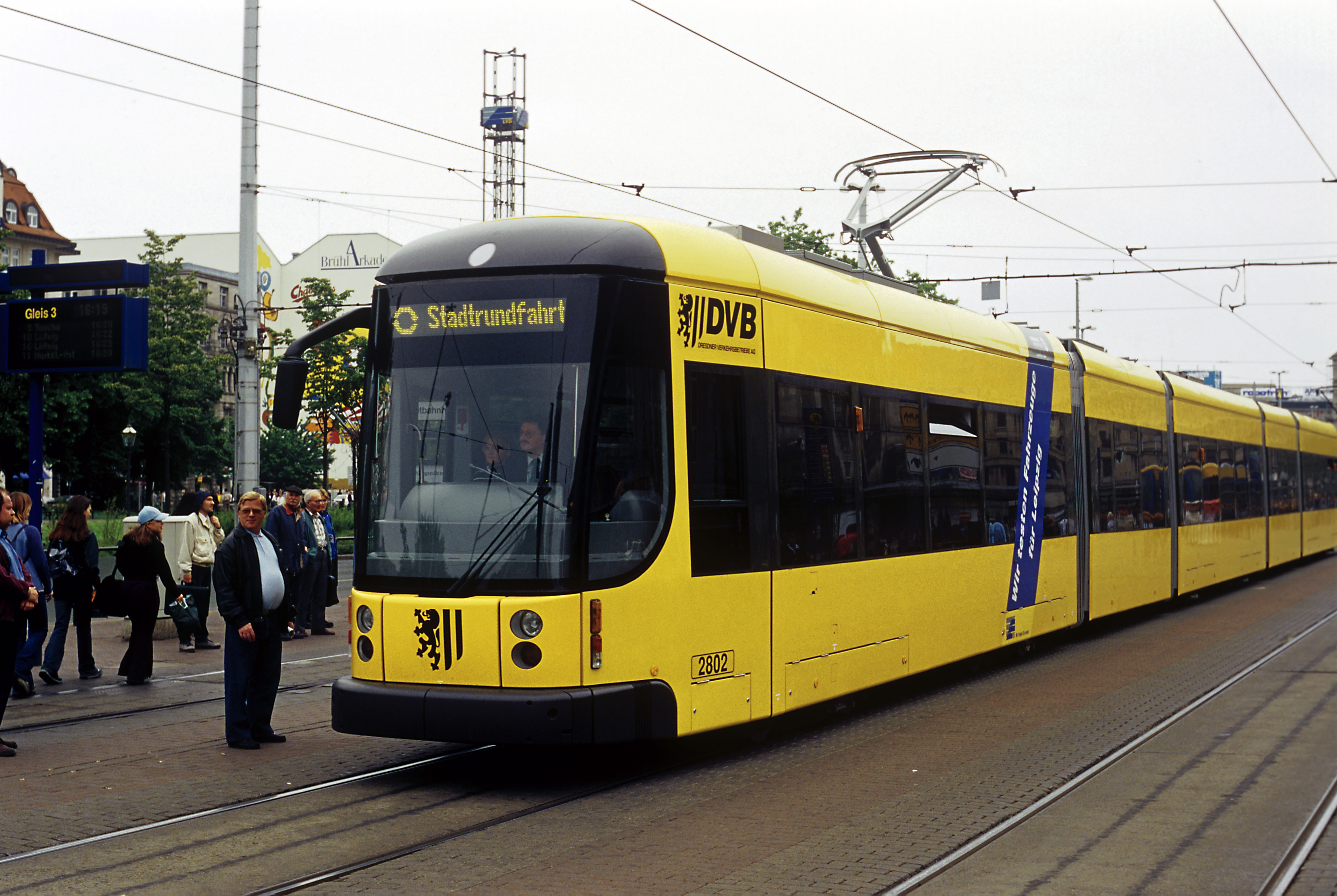
Vorführungsfahrten mit dem Dresdener Triebwagen 2802 vor dem Bahnhof Leipzig Hbf, 17. Mai 2003

Die Leipziger Verkehrsbetriebe betreiben 33 sehr ähnliche Niederflurwagen. Technisch stimmen die Fahrzeuge weitestgehend mit dem Dresdner Typ überein. Das Aussehen der 45,09 Meter langen Fahrzeuge wurde angepasst. Weitere Unterschiede finden sich in der um 8 Millimeter abweichenden Spurweite (Dresden 1450 mm, Leipzig 1458 mm), der Klimatisierung der Leipziger Variante, den zusätzlichen Einstiegen am Anfang und Ende der Einheiten durch je ein einzelnes Türelement und die im unteren Bereich etwas eingezogenen Wagenkästen. Deshalb weisen die Türblätter, die bei den Dresdener Wagen durchgehend gerade sind, in Leipzig einen sichtbaren Knick auf. Die Wagen werden der Produktbezeichnung von Bombardier folgend „Classic XXL“ genannt, die LVB führen sie als Typ 38.
Vor der Auftragsvergabe wurde der Dresdener Wagen 2802 im Mai 2003 vom Hersteller mit Radsätzen mit Leipziger Spurweite und dem Namenszug »Stadt Leipzig« direkt nach Leipzig überführt und am 17. Mai 2003 den Leipzigern bei Fahrten auf dem Innenstadtring präsentiert. Ein in der Folge vom Hersteller Siemens vorgeführter Combino aus einer Lieferung für Erfurt mit Laufwerken aus der Fertigung für Amsterdam erzielte deutlich schlechtere Ergebnisse.
Am 9. Juni 2005 traf der erste Niederflurwagen dieses Typs im Betriebshof Heiterblick ein und wurde im September in den Linienverkehr integriert.